# ペムチ浜

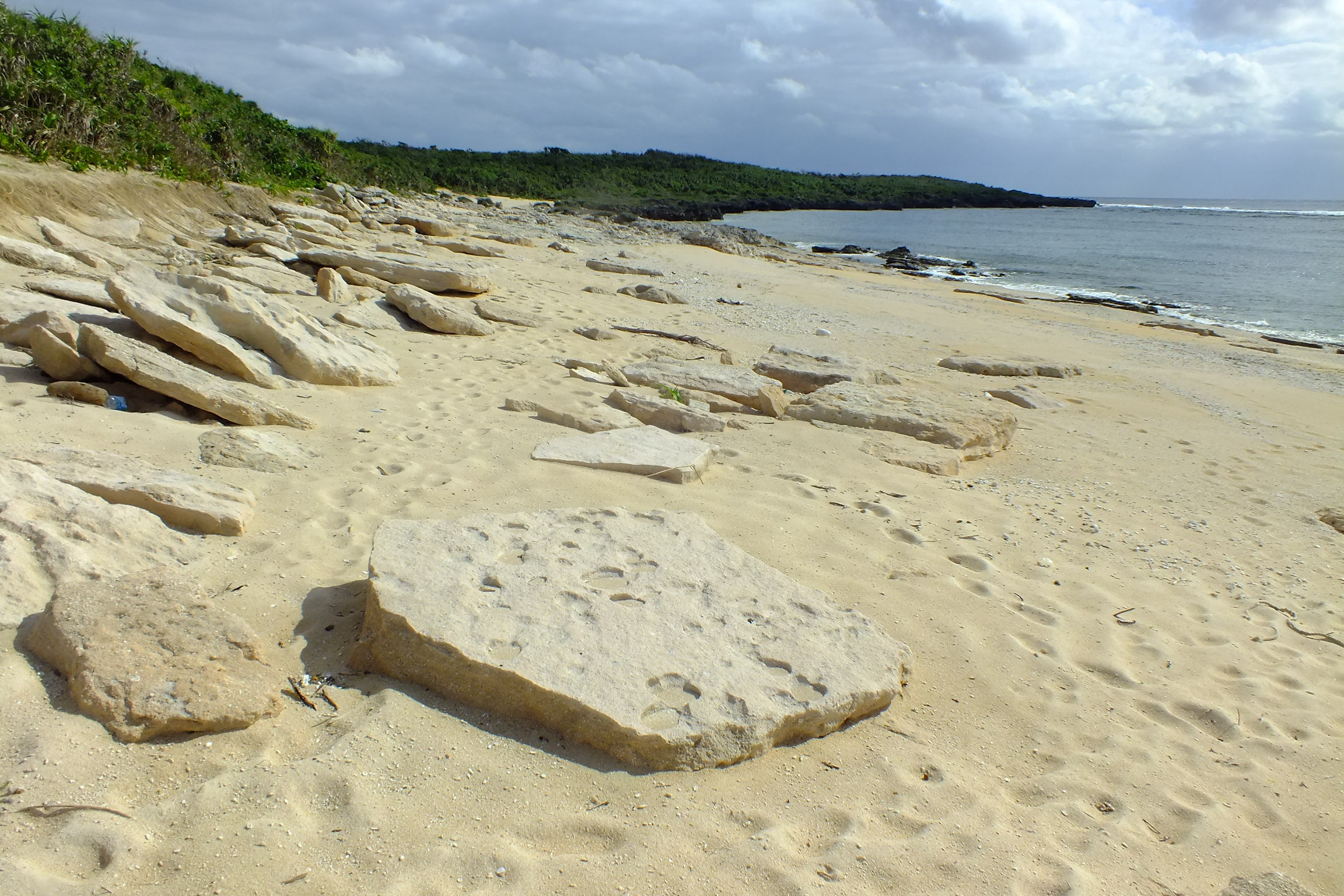
ぺムチ浜（東側）

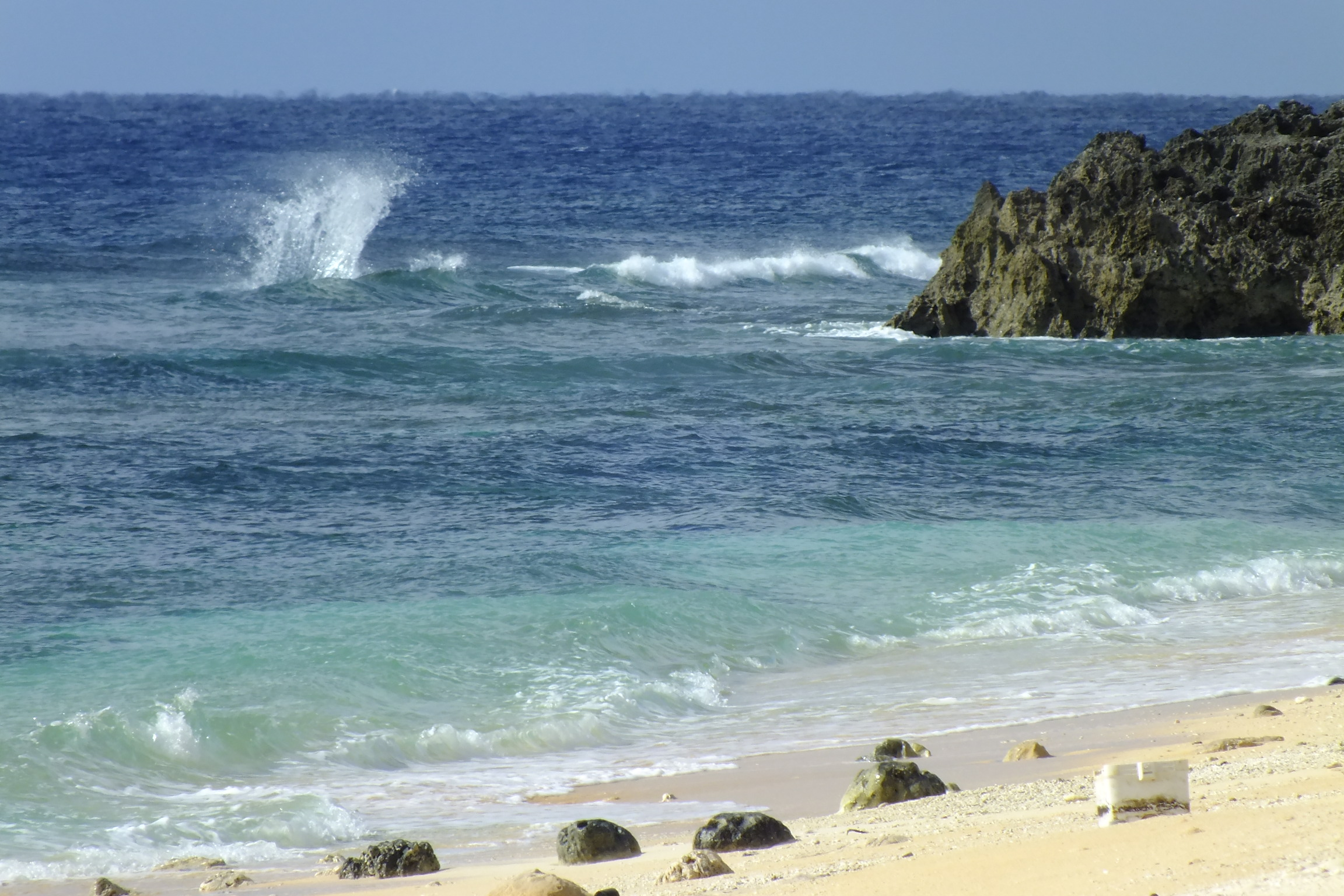
ぺムチ浜（西側）

ペムチ浜（ペムチはま）は、沖縄県八重山郡竹富町の波照間島南部にある海岸である。日本最南端の有人島である波照間島の南側に位置する砂浜であり、日本最南端の浜とも呼ばれる。

## 概要
波照間島の南側に位置する長さ約500mの海岸である。砂浜よりは砂利浜に近く、砂を固めたような石や珍しい形状の石を見つけることができる。潮流が速く、水深が急に深くなるため、遊泳は禁止されており、シャワー、トイレ等の施設はない。周辺の道路からこの海岸へは細い道が続くが、分かりにくい。

## 地質及び生物相
波照間島は数段の段丘で形成されている。ペムチ浜の北側にはこれらの段丘が接する段丘崖があり、その下段側では平坦面の先に砂丘層の堆積がみられる。砂丘層では赤褐色土のすぐ上に軽石が密集する砂層が存在する。
汀線から植物帯までは10mほどで、海浜は汀線に向かって強く傾斜している。傾斜地ではクサトベラ、モンパノキ、アダン、ハマボッス、ハマオモト（ハマユウ）、イリオモテアザミ等が見られ、このうちクサトベラやモンパノキは群落を形成している。傾斜地の頂部付近から背後の平坦地にはハテルマギリやテリハボクの群落が形成されており、他にアオガンピ、アダン、タイワンウオクサギ、キダチハマグルマ等が見られる。
2021年10月21日には、アカボウクジラが浅瀬に迷い込み、衰弱死している。

## 交通
- 波照間港から車・自転車で約15分、徒歩で約40分[5][2]